# Hans Schwerdtfeger

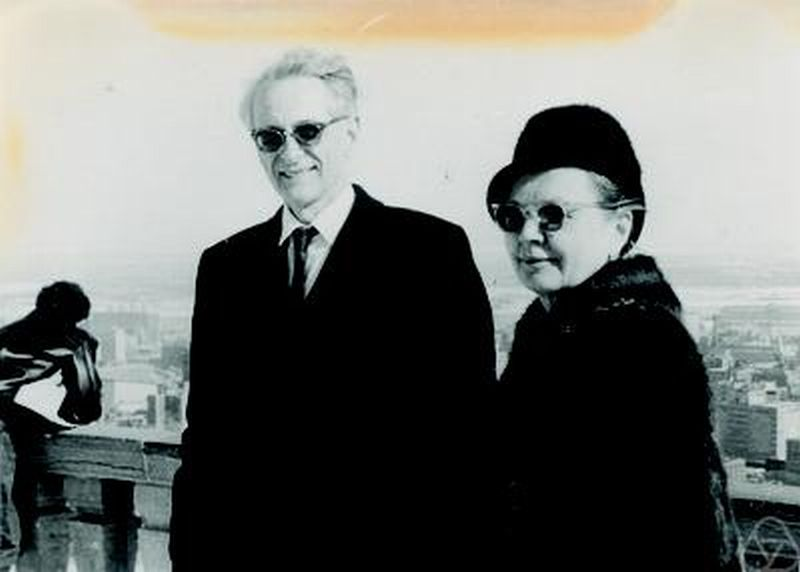
Schwerdtfeger 1964 in Montreal

Hans Wilhelm Eduard Schwerdtfeger (* 9. Dezember 1902 in Göttingen; † 29. Juni 1990 in Adelaide) war ein deutsch-australisch-kanadischer Mathematiker.

## Leben
Schwerdtfeger war der Sohn eines preußischen Majors, der 1914 zu Beginn des Ersten Weltkriegs fiel. Schwerdtfeger ging in Göttingen aufs Gymnasium, unterbrochen in der Zeit nach dem Ersten Weltkrieg, als er aus finanziellen Gründen bei den Siemens-Schuckertwerken in Berlin arbeitete. Er studierte in Göttingen und an der Universität Bonn, wo er 1935 bei Otto Toeplitz mit der Dissertation "Beiträge zum Matricen-Kalkül und zur Theorie der Gruppenmatrix" promoviert wurde. Als Gegner der Nationalsozialisten ging er 1936 mit seiner Familie nach Prag und 1939 über Zürich und Frankreich nach Australien. 1940 wurde er Lecturer an der University of Adelaide und später Senior Lecturer an der University of Melbourne. 1957 wurde er Associate Professor an der McGill University in Montreal, wo er 1960 eine volle Professur erhielt. 1983 emeritierte er dort und ging wieder nach Australien als Gastwissenschaftler an die University of Adelaide. Dort lebte auch sein Sohn Peter Schwerdtfeger, ein Professor für Meteorologie an der Flinders University in Adelaide.
Schwerdtfeger befasste sich mit Galoistheorie, Gruppentheorie mit Anwendungen in der Geometrie, Matrizentheorie und Funktionentheorie.
Er war seit 1935 mit der Mathematikerin Hanna Maeder verheiratet, die in Göttingen seine Kommilitonin war.
1964 wurde er Mitglied der Royal Society of Canada. 1979 war er Herausgeber der Gesammelten Schriften von Gustav Herglotz.

## Schriften
- Introduction to linear algebra and the theory of matrices, Groningen, Noordhoff 1950
- Geometry of complex numbers: Circle Geometry, Möbius Transformations, Non-Euclidean Geometry, University of Toronto Press 1962
- Introduction to Group Theory, Leiden, Noordhoff International Publishing 1976
- Les fonctions des matrices, Hermann, Paris 1938